# 舍法林群岛

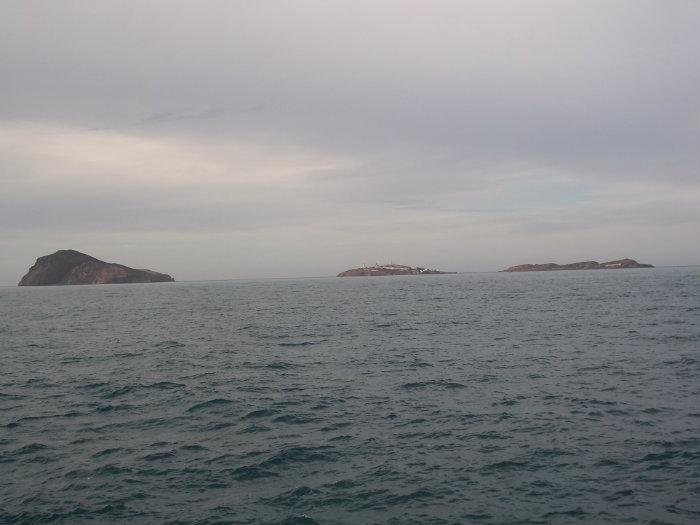
舍法林群岛

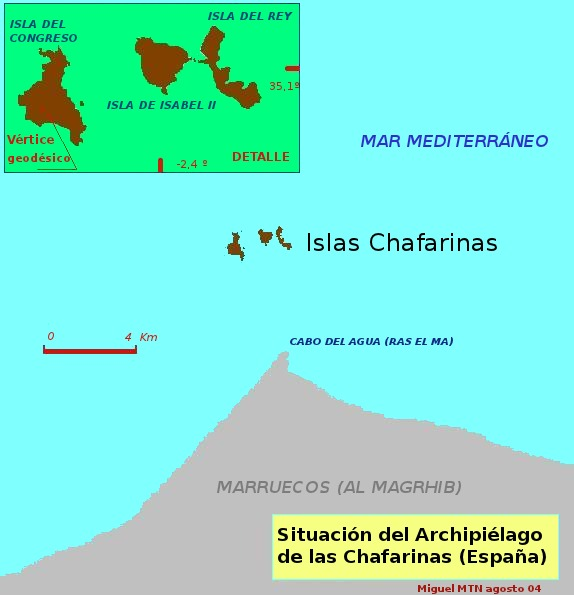
舍法林群岛

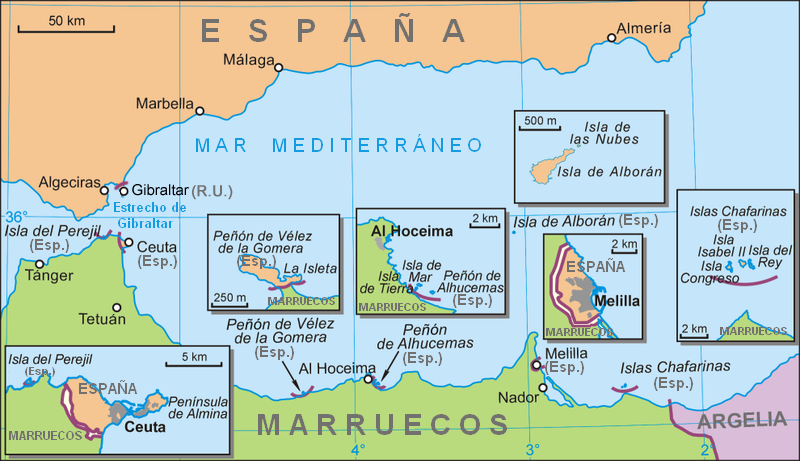
西属主权地。舍法林群岛位于右侧。

舍法林群岛（西班牙語：Islas Chafarinas）是西班牙所辖的一个群岛，位于地中海西南部，摩洛哥本土以北，梅利利亚以东45公里。舍法林群岛为西属主权地的组成部分之一。群岛由3个小岛组成，总面积0.525 km²，皆为无人岛。1847年起，该群岛便处于西班牙控制之下。